# キャラメルクラッチ
キャラメルクラッチは、かつてホリプロに所属していた女性お笑いトリオ。2001年3月結成。2011年3月31日に解散。

## メンバー
- 松田美帆子（まつだ みほこ、1980年8月30日[1] - ）
  - 栃木県佐野市出身。血液型O型[1]。あだ名は「ポリン」（ミポリン→ポリン）。1997年10月に『V1グランプリ』と銘打たれて行われたホリプロタレントスカウトキャラバン（この回のグランプリは古川小百合）に、同い年で同郷のメンバー・野澤恵美子とのコンビの「ポチョム・キン」で出場し、決勝進出。翌1998年4月にホリプロのお笑いライブでデビュー。後に相方が同じホリプロ所属の芸人、メグちゃんに交替する。
- 足立麻美（あだち あさみ、1979年6月20日[2] - ）
  - 長野県長野市出身。血液型O型[2]。メガネがトレードマーク。
  - 「富士急ハイランドの『処刑の館』の係員の物真似」というピン芸を持つ。
  - キャラメルクラッチ解散後は、芸名を「あだちあさみ」として活動。ピンで活動する他、元・トリコロールの前田友理香、元・メロディーのメロディーきみえと『Single Size』と言うユニットを組み、コントライブ公演を行っている（初回公演は2011年12月21日）。また、2012年4月からは前田友理香と同じ『Single Size』のコンビ名で『ホリプロライブ（NEXT・NEO）』にも出演している。
- 上地春奈（うえち はるな、1980年5月3日[3] - ）
- 2011年3月29日、公式ブログで「3月31日をもちましてキャラメルクラッチは解散することになりました。」と解散を公式に表明した。

## 芸風
主にコントを持ちネタとしていた。ドタバタも多いが、時に社会問題、世相を痛烈に風刺したネタを披露するときもあった。ポジションは、リーダーである松田美帆子がツッコミとコントの仕切り・まとめ役、足立麻美が小ボケ（おとぼけキャラ）、上地春奈が大ボケ（バカキャラ）となっていた。
足立、上地の二人だけでネタをやっている所に松田が突っ込むということもあり、その松田が他の二人から被害に遭うというような形のネタもあった。上地は、ありえないようなネタを繰り出す「りこちゃん」という子供のキャラクターを演じたこともあった。

## 出演

### テレビ番組
- 爆笑オンエアバトル （NHK）戦績0勝2敗 最高217KB
- 笑いの金メダルjr. くりぃむ杯（テレビ朝日）
- アニ姫 （テレビ東京） - レギュラー出演。
- ボニータ!ボニータ!! 〜名古屋ガールズコレクション〜 （テレビ愛知） - 松田のみリポーターとしてレギュラー出演。
- フルーツサンデー （NHK BS-2）
- アッコにおまかせ! （TBSテレビ） - かつてレギュラーアシスタントとして出演。レギュラーを離れた後も、代役としてアシスタントを務めることがある。
- こたえてちょーだい! （フジテレビ） - 再現VTRに出演。
- ワンダフル （TBSテレビ）
- めちゃ2イケてるッ!（フジテレビ）
- 足立区のたけし・世界の北野 （フジテレビ）
- 笑う犬の冒険 （フジテレビ）
- ジャンプ!○○中 （フジテレビ） - 2007年10月17日放送分出演。
- 通販DJ （フジテレビ） - 松田のみレギュラー出演。
- 大笑点 （日本テレビ） - 『サバイバル大喜利 笑点への道』に出演。
- 弟子っちょピカ丸（日本テレビ）
- 伊集院光のばんぐみ （日本BS放送）
- とんねるずのみなさんのおかげでした・博士と助手〜細かすぎて伝わらないモノマネ選手権〜 - 2008年9月25日（第13回）、足立のみ
- ウケウリ!!（日本テレビ）

### テレビドラマ
- ラブ・ジャッジ・第2作 （TBSテレビ、2004年12月28日）
  - 足立は「美里」役、松田は「麻紀」役、上地は「ウッチー」役。
- トラブルマン（テレビ東京）
  - 足立は「チルチル」 役、松田は「マリネ」 役、上地は「ミルキー」 役[4]。
- 八日目の蝉（NHK総合）- 足立のみ

### ライブ・舞台
- ホリプロお笑いジェンヌライブ
- ホリプロお笑い夏祭りスペシャル
- キャラメルクラッチのトリプル☆パンチ （vol.1 - （公演日?）、vol.2 - 2007年11月23日、11月24日、Vol.3 - 2009年2月13日）
- U-1グランプリ（放送作家・福田雄一と俳優・脚本家、マギーとのコントユニット）の第二回公演。
- ロックミュージカル「新宿のありふれた夜」（2023年11月23日 - 26日） - 折部 役（足立）[5]
- Les Misérables（2025年2月27日 - 3月6日） - 工場支配人 役（足立）[6]

## エピソード
- 江崎グリコ「ポッキー」の2007年のCM「はじけてチャレンジ!文化祭篇」で新垣結衣と高瀬友規奈が「ポッキンズ」というお笑いコンビを組んでネタを披露しているシーンがあるが、そのネタを教えたのがこのキャラメルクラッチである[7]。
- 松田は自分のことをかわいい部類に入る人間だと思っていたが、伊集院光に「お前はブスだからね」と言われたことがある。
- 上地のみが出演していた舞台『印獣』は、東京、札幌、大阪、名古屋、新潟、福岡県（飯塚市）の全国巡回公演であったため、この間キャラメルクラッチは、松田、足立の2人だけで活動していた。
- 松田のみ別の仕事で不在だった時に、足立、上地2人で漫才のネタを披露したこともあった（2010年2月の「ホリプロライブNEO」など。同年3月30日の「ホリプロお笑いジェンヌライブ」では、キャラメルクラッチ3人で出演した他に「絶品SHOW」コーナーで「足立上地」としても出演）。また2010年5月の「ホリプロライブNEO」では、上地が『ヤンキー君とメガネちゃん』の収録で不在だったため、松田と足立の2人で漫才ネタを披露していた。